# Nagele
Nagele – miejscowość w Holandii, w prowincji Flevoland w gminie Noordoostpolder. Założona została w 1954 roku. Miejscowość została zaprojektowana według pomysłu znanego holenderskiego architekta Aldo van Eycka.